# Barnsbury
Barnsbury is een gebied in het Londense bestuurlijke gebied Islington, in de regio Groot-Londen.